# Uhabia
Der Uhabia (auch Ouhabia genannt) ist ein kleiner Küstenfluss im französischen Baskenland, welcher im Département Pyrénées-Atlantiques in der Region Nouvelle-Aquitaine verläuft.
Das Wort „Uhabia“ stammt ursprünglich von den Baskischen Wörtern „ur habia“, was übersetzt so viel bedeutet wie „Wasserloch, Wasserlauf“.

## Verlauf
Der Uhabia  entspringt im Gemeindegebiet von Saint-Pée-sur-Nivelle unter dem Namen Aphalagako Erreka, entwässert generell in nordwestlicher Richtung und mündet nach 15,4 Kilometern im Stadtgebiet von Bidart in den Golf von Biskaya. In ihn mündet auch der Alhorgako Erreka und Abflüsse vom Belhard im Norden von Ahetze.

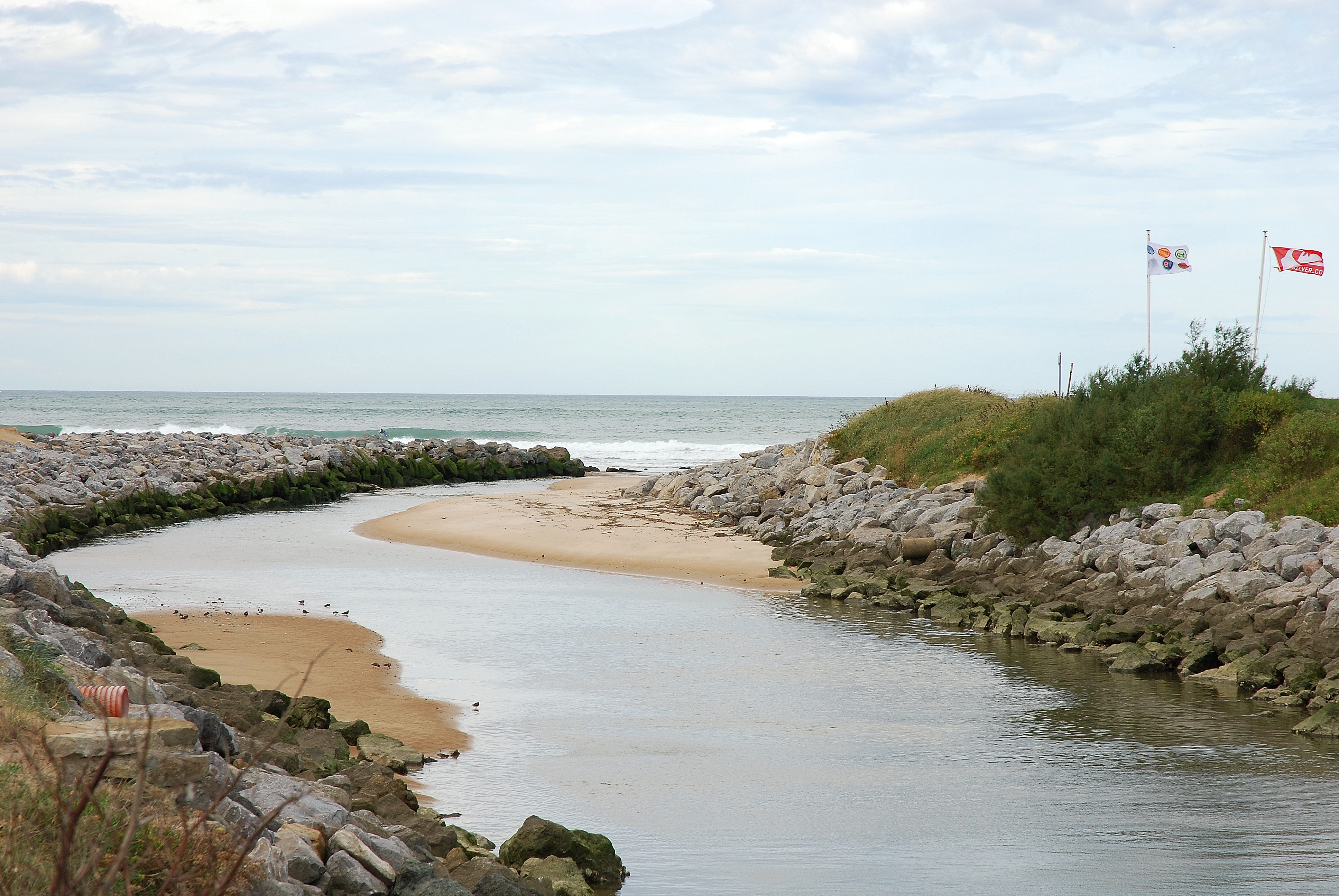
Mündung in den Golf von Biskaya

## Orte am Fluss

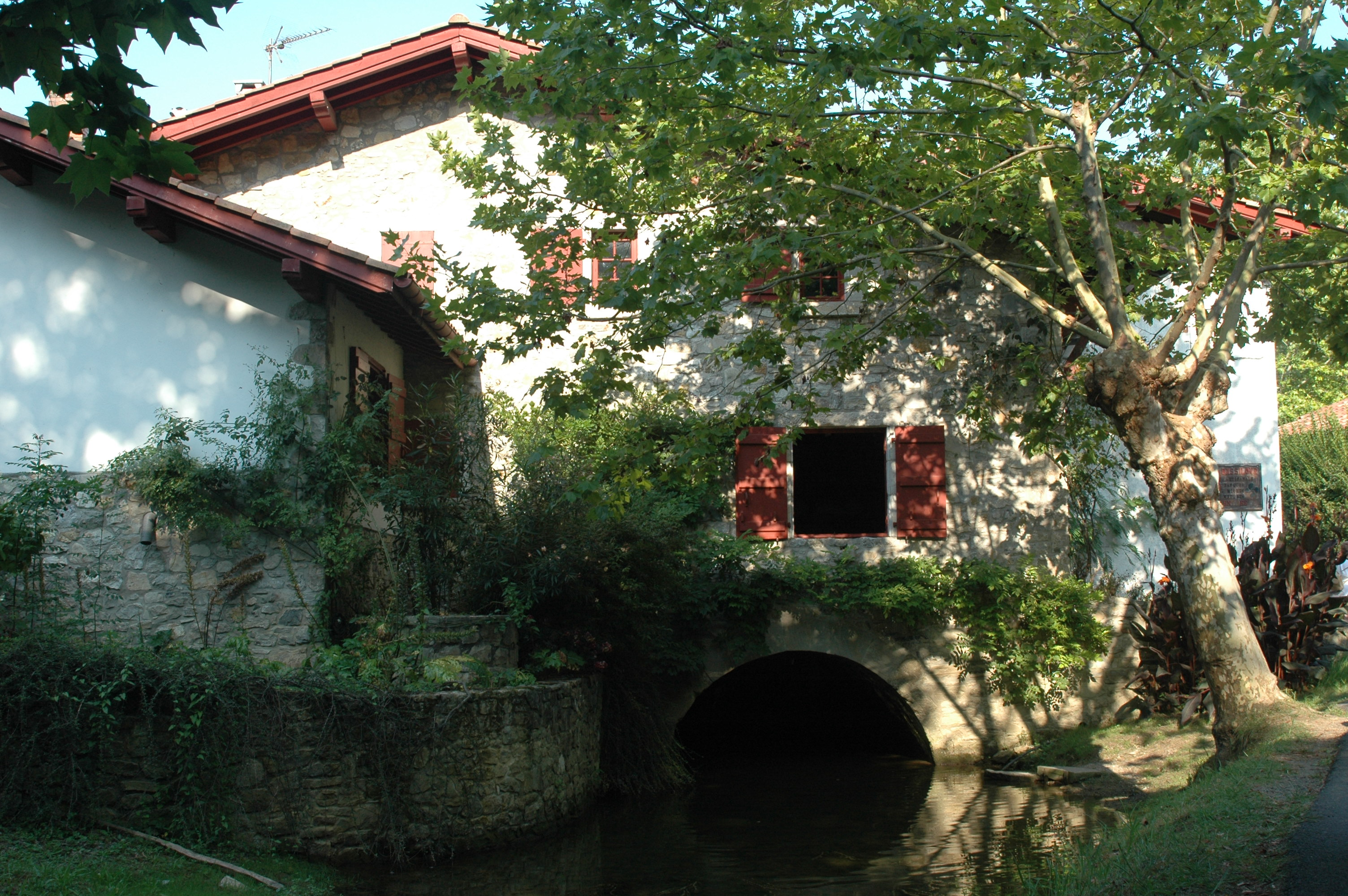
Moulin de Bassilour

Der Uhabia durchfließt u. a. die Städte Ustaritz, Arbonne, Bidart und Saint-Pée-sur-Nivelle im Département Pyrénées-Atlantiques.
In Bidart durchfließt er u. a. die historische Mühle "Moulin de Bassilour", welche im Jahr 1741 erbaut wurde.

## La Plage de l’Uhabia
In Bidart existiert neben den Fluss auch ein Strand mit dem Namen "La Plage de l’Uhabia", welcher sich direkt neben der Mündung des Flusses in den Golf von Biskaya und entlang der Straße D810 befindet.